# Nerf tibial
Le nerf tibial (ou nerf sciatique poplité interne ou nerf tibial postérieur) est un nerf mixte de la jambe.

## Origine
Le nerf tibial est la branche terminale médiale du nerf ischiatique.
Il nait au niveau de la fosse poplitée au niveau de son angle supérieur.

## Trajet

### Fosse poplitée
Le nerf tibial traverse la fosse poplitée jusqu'à son angle inférieur.
Le terme "nerf sciatique poplité interne" correspond à cette partie du nerf.
A ce niveau ils donnent des branches musculaires, cutanées et articulaires 

#### Branches musculaires
A ce niveau, le nerf tibial donne des branches musculaires pour les chefs latéral et médial du muscle gastrocnémien, le muscle soléaire, le muscle plantaire, le muscle poplité et le muscle tibial postérieur.
La branche musculaire du muscle poplité nommée nerf interosseux de la jambe donne un rameau articulaire pour l'articulation tibio-fibulaire proximale, des filets vasculaires et passe dans la membrane interosseuse de la jambe jusqu'à son extrémité distale pour se terminer en innervant le muscle tibial postérieur et le périoste du tibia et de la fibula.

#### Branches cutanées
Le nerf tibial dégage également un nerf cutané appelé nerf cutané sural médial au milieu de la fosse poplitée. Ce dernier sort par l'angle inférieur de la fosse poplitée et innerve la peau de la moitié inférieure de l'arrière de la jambe et du bord latéral du pied jusqu'au bout du petit orteil.

#### Branches articulaires
Le nerf tibial donne trois branches articulaires issues de la partie supérieure de la fosse poplitée : une branche supérieure située à la surface du condyle médial du fémur, une moyenne qui perce la capsule postérieure de l'articulation du genou pour alimenter les structures situées dans l'encoche intercondylienne du fémur, et une inférieure qui longe le bord supérieur du poplité pour atteindre le condyle médial du tibia.

### Région postérieure de la jambe
Le nerf tibial en sortant de la fosse poplitée s'enfonce sous le muscle gastrocnémien, à partir de cet endroit l'ancienne terminologie l'appelait "nerf tibial postérieur".
Il descend verticalement dans la loge postérieure de la jambe jusqu'au sillon malléolaire du tibia en passant entre le plan musculaire profond et le muscle triceps sural.
Dans son trajet inférieur il devient sous-aponévrotique et se situe en dedans du tendon calcanéen.
Il donne des branches musculaires, cutanées et articulaires.

#### Branches musculaires
Au niveau de la partie postérieure de la jambe, le nerf tibial donne des branches musculaires pour les muscles tibial postérieur, fléchisseur commun des orteils, long fléchisseur de l'hallux ainsi que pour la partie profonde du muscle soléaire.

#### Branches cutanées
Au niveau de la région rétro-malléolaire, le nerf tibial donne le nerf calcanéen médial qui fournit la sensibilité de la région médiale du talon.

#### Branches articulaires
Le nerf tibial fournit l'innervation de l'articulation de la cheville.

### Pied
En sortant de la gouttière malléolaire, le nerf tibial passe sous le rétinaculum des muscles fléchisseurs des orteils et se divise en deux branches terminales : le nerf plantaire médial et le nerf plantaire latéral.

## Aspect clinique
Les lésions du nerf tibial sont rares et résultent souvent d'un traumatisme direct, d'un piégeage dans un espace étroit ou d'une compression pendant une longue période.
Ces dommages entraînent une perte de la flexion plantaire, une perte de la flexion des orteils et une inversion affaiblie (le tibial antérieur pouvant toujours inverser le pied).